# Matteo Orsini (comte palatin de Céphalonie)
Pour les articles homonymes, voir Orsini et Matteo Orsini.
 Matteo ou Maio (Mathieu) « Orsini »   (mort après janvier 1238) , fut comte palatin de Céphalonie. 

## Biographie
Selon la version couramment admise, remontant à une conjecture non étayée de Karl Hopf et désormais contestée, Matteo aurait été le fils d’un certain Riccardo Orsini et d’une fille anonyme de Margaritus de Brindisi. Après la disgrâce de son grand-père maternel putatif en 1194 il aurait réussi à récupérer une partie de l’héritage de ce dernier dans les îles Ioniennes. Il semble en réalité que le personnage, originaire de Monopoli, n'ait aucun lien de parenté avec Margaritus ; le nom d'Orsini qui lui est attribué ainsi qu'à ses descendants n'est mentionné dans aucun document contemporain et l'origine de cette attribution reste mystérieuse,.
Selon la version aragonaise de la chronique de Morée, un certain Maio originaire de Monopoli, chassé de sa ville, aurait trouvé refuge à Céphalonie où il aurait épousé la fille du gouverneur byzantin de l'île avant de se rendre maître des iles voisines de Zante et Ithaque. Cette version, quoique souvent considérée comme fantaisiste, pourrait être la plus proche de la réalité. Il est vraisemblable qu'il se soit emparé des iles en 1206, profitant de l'écroulement de l'empire byzantin provoqué par la quatrième croisade ; en théorie, les îles Ioniennes avaient cependant été attribuées à Venise par le traité de partage de l'empire byzantin.
Afin de sécuriser ses possessions, Matteo sut louvoyer entre les diverses puissances régionales, en reconnaissant successivement la suzeraineté de celles-ci en fonction de l'évolution de la situation politico-militaire.
Dès 1209, il aurait ainsi reconnu la suzeraineté de la république de Venise ; cependant cette information attestée par des chroniqueurs vénitiens postérieurs (XIV e –  XVe siècles) reste sujette à caution car elle ne figure pas dans les documents diplomatiques contemporains. En tout état de cause, l'effacement de la présence vénitienne dans les îles Ioniennes à partir de 1210 (perte de Corfou) ne devait pas rendre la protection vénitienne particulièrement attractive. Il semble plutôt qu'à cette période Maio se soit placé sous la suzeraineté de l'empire latin, alors en plein essor sous la direction d'Henri Ier. Après la mort d'Henri et l'effacement consécutif de l'empire, Maio se reconnut ensuite en 1216 vassal du Saint-Siège et chercha en même temps l'alliance du nouveau souverain d'Épire Théodore Ier, dont il épousa la sœur en 1226 ou 1227. 
Après la chute de Théodore en 1230, il se reconnut enfin vers 1236 le vassal de la Principauté d'Achaïe. De ce fait selon les « Assises de Romanie » le Comté palatin de Céphalonie et Zante sera désormais inclus parmi  les douze pairs de la principauté et son titulaire siègera à ce titre à la « Haute Cour ».
La dernière mention documentée de Matteo vivant est une lettre de Grégoire IX datée de janvier 1238. On lui donne souvent pour fils et successeur Riccardo Orsini, mais il est plus vraisemblable pour des raisons chronologiques qu'un intermédiaire du nom de Théodore (fils de Maio et père de Riccardo?) soit à intercaler entre les deux personnages.